# Jorge Alfredo Luz
Jorge Alfredo Luz Sahar (San Juan, 11 settembre 1958) è un ex hockeista su pista e allenatore di hockey su pista argentino.

## Palmarès

### Giocatore
- Campionato mondiale: 1

Argentina: 1984
- Coppa delle Nazioni: 1

Argentina: 1989
- Coppa CERS/WSE: 2

Amatori Lodi: 1986-1987
Amatori Vercelli: 1987-1988